# Paradise Lost: The Child Murders at Robin Hood Hills
Série
Paradise Lost 2: Revelations
(2000)
Pour plus de détails, voir Fiche technique et Distribution.
Paradise Lost: The Child Murders at Robin Hood Hills est un film américain réalisé par Joe Berlinger et Bruce Sinofsky, sorti en 1996.
Il a connu deux suites, Paradise Lost 2: Revelations en 2000 et Paradise Lost 3: Purgatory en 2011.

## Synopsis
Le film couvre le procès des West Memphis Three et met en évidence une enquête bâclée.

## Fiche technique
- Titre : Paradise Lost: The Child Murders at Robin Hood Hills
- Réalisation : Joe Berlinger et Bruce Sinofsky
- Photographie : Robert Richman
- Montage : Joe Berlinger et Bruce Sinofsky
- Production : Joe Berlinger et Bruce Sinofsky
- Société de production : HBO
- Pays :  États-Unis
- Genre : Documentaire
- Durée : 150 minutes
- Dates de sortie : 
  -  États-Unis : 10 juin 1996

## Distinctions
Le film a été nommé pour trois Primetime Emmy Awards et a remporté le Prix du meilleur programme d'information.